# Vertragsbedingungen für den Güterkraftverkehrs-, Speditions- und Logistikunternehmer
Die Vertragsbedingungen für den Güterkraftverkehrs-, Speditions- und Logistikunternehmer (VBGL) sind Allgemeine Geschäftsbedingungen und Allgemeine Vertragsbedingungen, die vom Bundesverband Güterkraftverkehr Logistik und Entsorgung (BGL) zur Verwendung im Transport-, Spediteurs- und Lagerbereich aufgestellt wurden.
Das Regelwerk dient(e) vielen Speditionen und Logistikunternehmen als Vertragsgrundlage, auf dessen Basis sie Aufträge annehmen. Die Vertragsbedingungen enthalten diverse Regelungen über Verladung, Transport, Lagerung und Ablieferung bis hin zur Entsorgung.
Die VBGL wurden nach zehn Jahren – auch aufgrund der Reform des deutschen Seehandelsrechts – im Juni 2013 neu gefasst. (Aktueller Stand: 2015)
Gebräuchlicher im Spediteursgeschäft sind jedoch die Allgemeinen Deutschen Spediteurbedingungen (ADSp).
Am 17. Oktober 2016 verkündeten diverse Verlader- und Spediteursverbände, nunmehr die ab dem 1. Januar 2017 gültigen ADSp 2017 zu unterstützen und deren Anwendung zu empfehlen. Diesen Aufruf unterstützte unter anderem der Bundesverband Güterkraftverkehr Logistik und Entsorgung (BGL), so dass davon auszugehen ist, dass die VBGL mit Wirkung ab dem 1. Januar 2017 vom Herausgeber nicht mehr empfohlen werden.